# Гарњано
Гарњано (итал. Gargnano) је насеље у Италији у округу Бреша, региону Ломбардија.
Према процени из 2011. у насељу је живело 2221 становника. Насеље се налази на надморској висини од 107 м.

## Становништво
| 1951. | 1961. | 1971. | 1981. | 1991. | 2001. | 2011. |
| ----- | ----- | ----- | ----- | ----- | ----- | ----- |
| 4.189 | 4.434 | 3.497 | 3.304 | 3.211 | 3.035 | 3.033 |